# Lampides filicaudis
Lampides filicaudis är en fjärilsart som beskrevs av William Burgess Pryer 1877. Lampides filicaudis ingår i släktet Lampides och familjen juvelvingar. Inga underarter finns listade i Catalogue of Life.